# Medicinal Fried Chicken
«Medicinal Fried Chicken» es el tercer episodio de la decimocuarta temporada de la serie estadounidense South Park, y el episodio 198 de la serie en general. Se emitió originalmente en Comedy Central en los Estados Unidos el 31 de marzo de 2010. En el episodio, el KFC de South Park es reemplazado por un dispensario de cannabis medicinal, y Cartman se involucra en el mercado negro vendiendo el pollo de KFC. Mientras tanto, Randy Marsh obtiene una remisión médica para la marihuana por padecer cáncer testicular, lo que hace que sus testículos crezcan en proporciones grotescamente enormes.
El episodio fue escrito y dirigido por el cocreador de la serie Trey Parker. «Medicinal Fried Chicken» se transmitió por primera vez cuando Detroit estaba considerando revisar las leyes estatales sobre el cannabis y restringir los restaurantes de comida rápida. El episodio proporcionó comentarios sociales en contra de ambos tipos de leyes y sugirió que legislar opciones de estilo de vida es ineficaz e inevitablemente conduce a mercados negros.
La trama secundaria del mercado ilegal de comida rápida estuvo fuertemente influenciada por la película Scarface de 1983, en la que Cartman se parece al narcotraficante ficticio Tony Montana y al fundador de KFC, el Coronel Sanders, como el antagonista Alejandro Sosa. El episodio también incluyó varias bromas sobre el Papa Benedicto XVI y los escándalos de abuso sexual infantil que rodeaban a la Iglesia Católica en ese momento. El concepto de un antiguo restaurante KFC que se convierte en un dispensario de marihuana surgió de una noticia sobre un dispensario real en Palms, Los Ángeles, construido en un sitio que anteriormente albergaba una franquicia de Kentucky Fried Chicken.
El episodio recibió críticas generalmente positivas, y muchos comentaristas elogiaron el comentario social y las bromas de testículos de segundo año por igual. Según Media Research, el episodio fue visto por 2,99 millones de espectadores, lo que lo convierte en uno de los programas de cable más exitosos de la semana. Aunque un portavoz de KFC tuvo una respuesta tibia a «Medicinal Fried Chicken», los funcionarios de la ciudad natal de KFC, Corbin, Kentucky, estaban complacidos de que la ciudad apareciera en el episodio.

## Referencias culturales

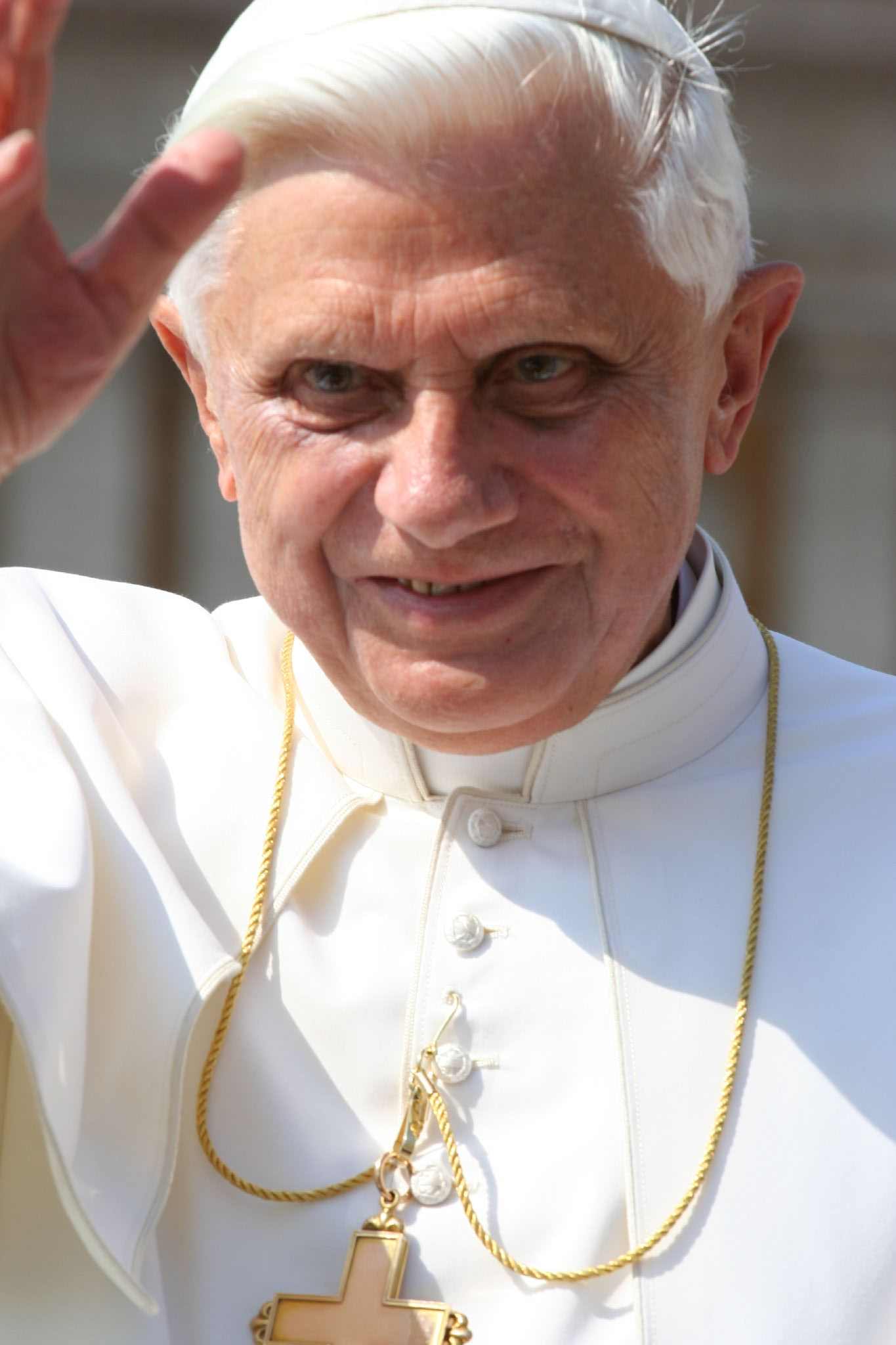
«Medicinal Fried Chicken» incluye varios chistes sobre el Papa Benedicto XVI y los escándalos de abuso sexual infantil que rodean a la Iglesia católica.

## Argumento
Las nuevas leyes estatales que prohíben la comida rápida provocan el cierre de todas las ubicaciones de las sucursales de KFC en Colorado, para gran furia de Cartman, que es adicto a la comida. Cuando Randy Marsh se entera de que el único KFC de South Park ahora es un dispensario de cannabis medicinal, intenta autoprovocarse cáncer para poder obtener una referencia médica para la marihuana después de obtener primero un certificado de buena salud de su médico ya que había asumido que se otorgan permisos para el saludable. Al irradiar su escroto con un horno de microondas, Randy logra desarrollar cáncer testicular, lo que hace que sus testículos crezcan tanto que tiene que usar una carretilla para transportarlos. Randy obtiene su referencia médica y comienza a fumar marihuana con regularidad. Mientras tanto, sus testículos continúan creciendo hasta el punto de que los usa como una bola saltadora. También descubre que sus testículos más grandes son bastante atractivos para las mujeres, incluida su esposa, Sharon Marsh, por lo que anima a sus amigos a que también tengan cáncer testicular. El médico local, que desconoce la naturaleza autoinducida del cáncer, se convence de que un cambio reciente en South Park es el responsable del brote de cáncer.
Mientras tanto, después de recibir tratamiento por abstinencia de KFC, Cartman conoce a Billy Miller, un chico local que dirige un cartel ilegal de KFC desde su casa. Billy contrata a Eric para vender su comida ilegal, un trabajo que le proporciona a Cartman la misma comida como pago. Después de que Cartman demuestra su crueldad contra un traficante callejero tramposo, Billy lo envía a él y a otro empleado, Tommy, a Corbin, Kentucky, para comprar pollo directamente del Coronel Sanders. Sanders está impresionado por Cartman, pero ejecuta a Tommy después de descubrir que es un topo para el defensor de los alimentos saludables, Jamie Oliver. Cartman se gana la confianza del Coronel, pero se le advierte que nunca lo traicione. Cartman finalmente traiciona a Billy diciéndole a su madre que reprobó su examen de estudios sociales y se hace cargo del cartel después de que Billy es castigado. El coronel le asigna a Cartman la tarea de asesinar a Oliver para evitar que dé un discurso en las Naciones Unidas. Sin embargo, el glotón Cartman pronto llega a abusar de la comida que le asignan vender y olvida la orden de asesinato del Coronel. El Coronel, furioso por la incompetencia de Cartman, envía un escuadrón de hombres armados para matarlo, lo que lleva a un tiroteo con la policía que mata a la madre de Billy, y Cartman escapa ileso.
Los testículos de Randy crecen tanto que no puede pasar por las puertas del dispensario canábico. Con la prohibición por ley de comprar marihuana fuera de las instalaciones, Randy y los otros hombres irradiados comienzan a protestar por puertas más grandes para los dispensarios de marihuana. Mientras los políticos discuten el tema, el dueño del dispensario sugiere que la marihuana simplemente se legalice, argumentando que la gente está abusando del sistema medicinal de todos modos. Luego, un médico local opina que la prohibición de KFC había provocado un aumento del cáncer testicular porque el pollo de alguna manera lo estaba evitando. Colorado prohíbe por completo la marihuana una vez más y luego permite que KFC reabra ubicaciones en el estado, que ahora se denominan «Medicinal Fried Chicken». A Randy le extirpan los testículos cancerosos y los reemplazan con prótesis, y la piel de su escroto canceroso extirpado se convierte en una nueva chaqueta de cuero para Sharon.

## Producción

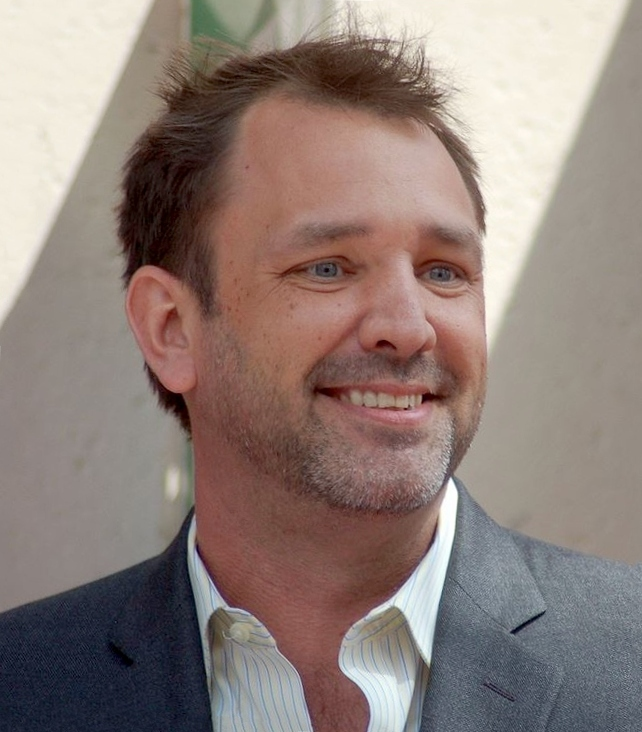
El cocreador de South Park, Trey Parker, escribió «Medicinal Fried Chicken».

«Medicinal Fried Chicken» fue escrito por los cofundadores de la serie Trey Parker y Matt Stone, fue dirigido por Parker y fue clasificado como TV-MA en los Estados Unidos. Se emitió originalmente en Comedy Central en los Estados Unidos el 31 de marzo de 2010. El episodio se transmitió por primera vez casi al mismo tiempo que se generó una gran discusión sobre las leyes de marihuana en Colorado, donde se desarrolla South Park y de donde son oriundos Parker y Stone. El estado tenía una ley de marihuana medicinal que permitía a los pacientes obtener tarjetas para comprar marihuana legalmente, pero a partir de marzo de 2010, un promedio de 1000 personas solicitaban las tarjetas cada día, y muchas de las solicitudes eran de validez e intención cuestionables. Como resultado, los funcionarios estatales habían estado considerando la posibilidad de revisar la ley de marihuana medicinal, y «Medicinal Fried Chicken» probablemente se vio influenciado por esas discusiones. El episodio también se basó en las nuevas leyes de atención médica de Colorado que amenazaban con imponer restricciones a los restaurantes de comida rápida en el estado.